# Bebida de avena

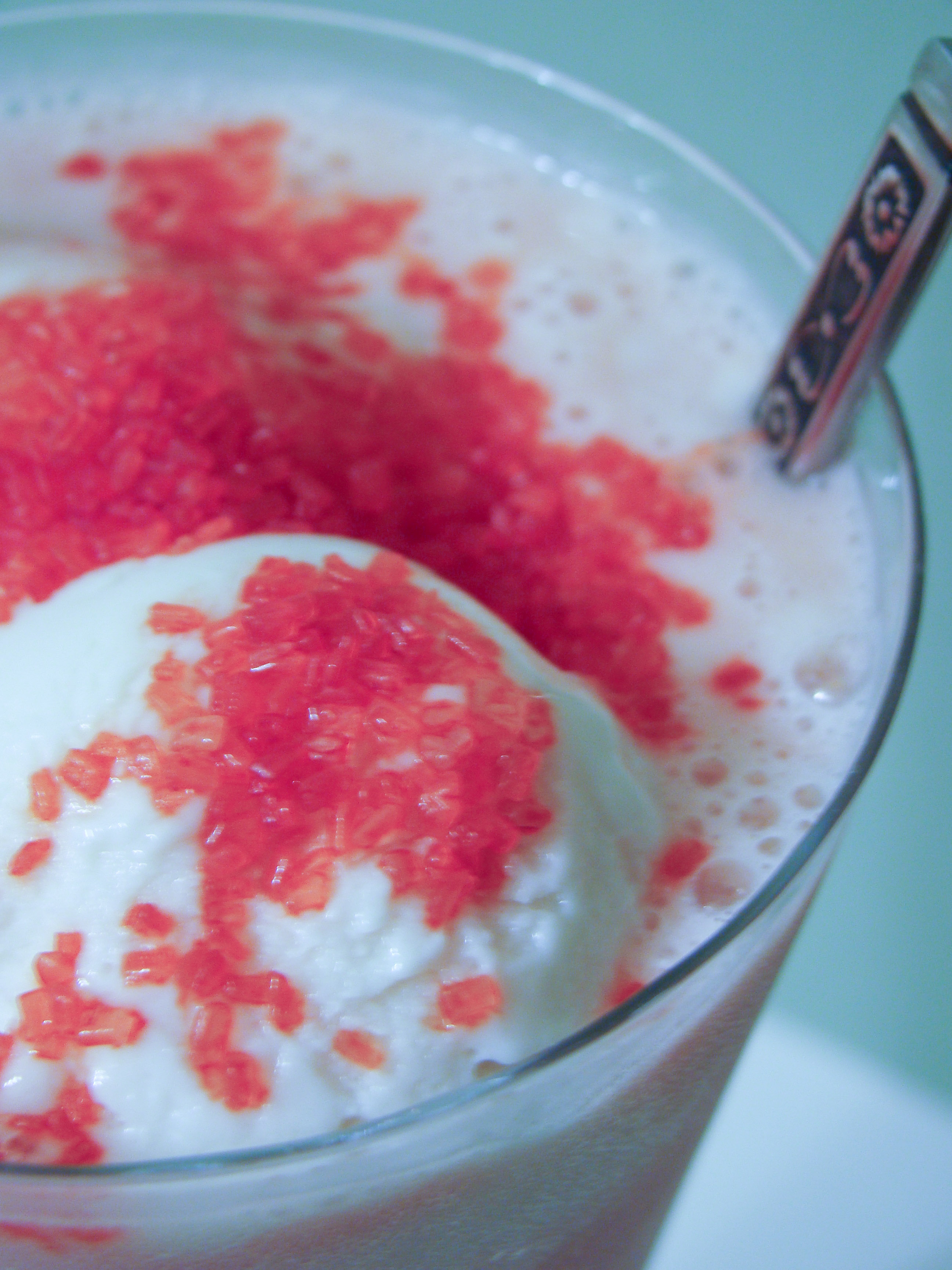
Leche de avena con vainilla y cerezas

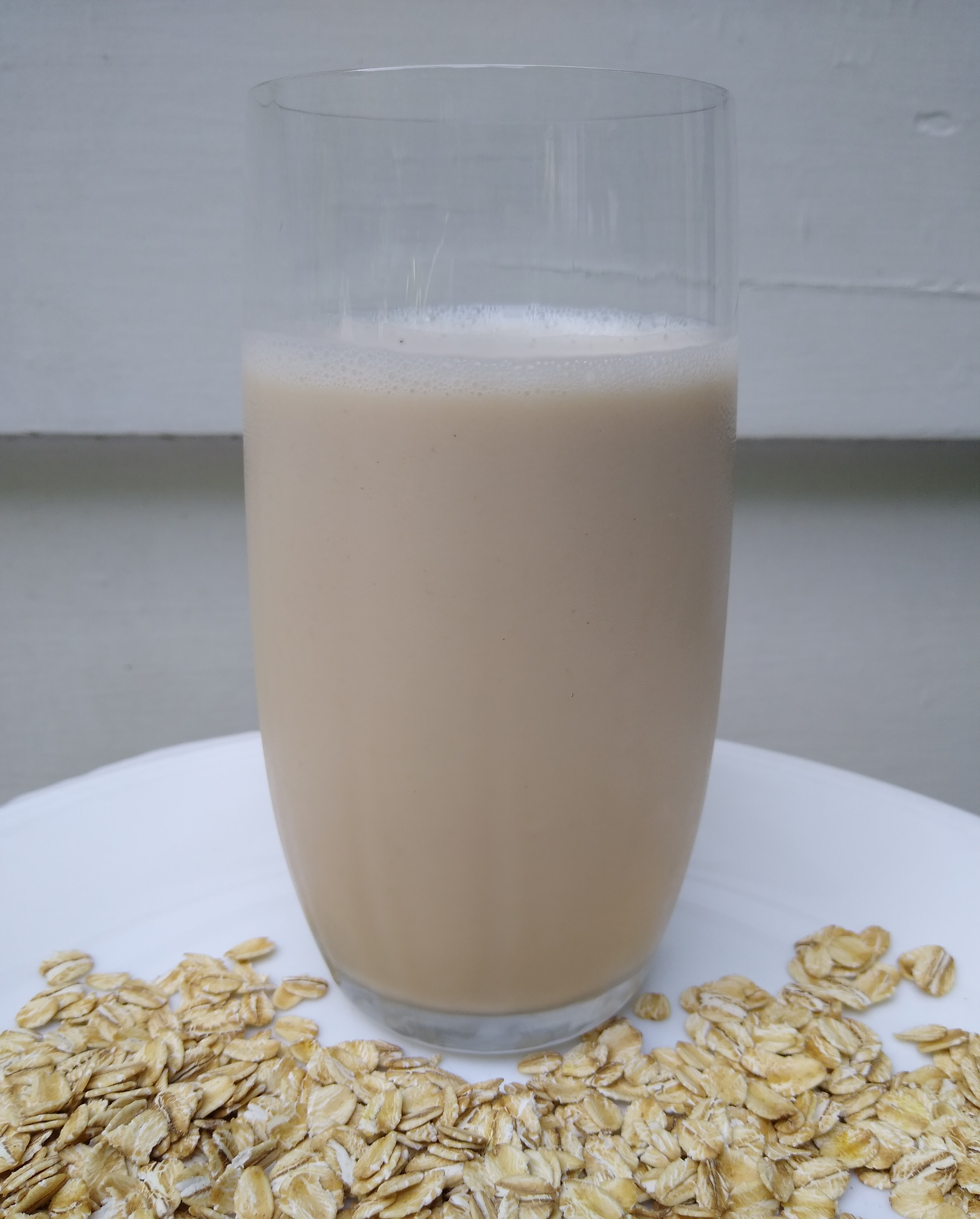
Leche de avena

La bebida de avena es una leche vegetal derivada de los granos de avena entera mediante la extracción del material vegetal con agua. La leche de avena tiene una textura cremosa y un sabor similar al de la avena y se fabrica en varios sabores, como el azucarado, el no azucarado, de vainilla o chocolate. Con el objetivo de no confundir al consumidor, en los países de la Unión Europea desde 2013 la legislación prohíbe el uso de la palabra "leche" para designar las bebidas vegetales. 
A diferencia de otras leches vegetales que tienen orígenes tan tempranos como el siglo XIII, la leche de avena fue desarrollada en la década de 1990 por el científico sueco Rickard Öste. En el período 2017-2019, las ventas de leche de avena en los Estados Unidos se multiplicaron por 10, y uno de los principales fabricantes, Oatly, informó que las ventas mundiales se triplicaron. En 2019, los productos de leche de avena incluían crema para café, yogur, y helados. La bebida de avena puede ser consumida para reemplazar la leche láctea (vaca, oveja) en las dietas veganas, o en casos de condiciones médicas en las que los lácteos son incompatibles, como la intolerancia a la lactosa o la alergia a la leche de vaca u oveja. Comparada con la leche de vaca y otros productos lácteos veganos, la leche de avena tiene un impacto medioambiental relativamente bajo debido a sus necesidades de tierra y agua comparativamente bajas para su producción.

## Historia

### Invención
La bebida de soja es anterior a todas las demás leches alternativas, incluida la de avena, tanto como producto cultural como comercial. Desde principios del siglo XX, la leche de soja se abrió camino desde Asia hasta las tiendas de comestibles europeas y americanas, inicialmente como sustituto de la leche debido a la intolerancia a la lactosa. El aumento del consumo de leche de soja desde su distribución global creó un gran mercado para las leches vegetales, como la leche de avena. El primer ejemplo de una bebida vegetal a base de avena tuvo lugar a principios de los años 90, cuando Rickard Öste desarrolló la leche de avena. Öste trabajaba como científico de alimentos en la Universidad de Lund en Lund, Suecia, investigando la intolerancia a la lactosa y los sistemas alimentarios sostenibles, cuando inventó la bebida. Poco después, Öste fundó Oatly, el primer fabricante comercial de leche de avena.

### Expansión de mercado
El pionero de la leche de avena comercial, Oatly, tenía sus productos en 7.000 cafeterías y tiendas de comestibles en 2019, pero no era el único productor prominente de leche de avena. La leche de avena se puede encontrar bajo las marcas Oatly (Suecia), Pureharvest (Australia), Alpro (Reino Unido), Bioavena (Italia), Simpli (Finlandia), Vitasoy (Hong Kong) y Pacific (EE.UU.), entre otras, además de en numerosas marcas blancas. En 2018, las ventas mundiales de leches vegetales, incluida la leche de avena, ascendieron a 1.600 millones de dólares, con una previsión de 41.000 millones de dólares para 2025.
En 2018, se produjo una gran escasez de leche de avena debido a una demanda sin precedentes en Europa y América del Norte, lo que pone de relieve la fuerte demanda de este producto por parte de los consumidores.  Para satisfacer la demanda estadounidense, Oatly abrió una nueva fábrica en Nueva Jersey en abril de 2019, que produce 750.000 galones estadounidenses (2.800.000 l) al mes de base de leche de avena, y anunció planes para abrir una fábrica tres veces mayor en Utah a principios de 2020. En 2019, las ventas minoristas de leche de avena en los Estados Unidos fueron de 29 millones de dólares, frente a los 4,4 millones de dólares en 2017. Los postres de leche de avena, como helados, yogures y cremas para el café, eran comunes en 2019, con un cada mayor uso en cafeterías, como Starbucks, y el crecimiento en nuevos mercados, como China.. El crecimiento del mercado de la leche de avena se atribuye en parte a su impacto ambiental relativamente bajo, a las escasas necesidades de tierra y agua y al aumento de las prácticas dietéticas veganas en los países desarrollados.

## Producción

### Procesamiento
La producción de leche de avena es similar a la de la mayoría de las otras leches vegetales. Los granos de cereales sin procesar, como la avena, son indigeribles debido a su dura cáscara exterior; también es necesario procesarlos para convertir los granos secos en líquido.
El procedimiento comienza con la medición y molienda de los granos de avena, para romper su cáscara exterior. Posteriormente, los granos se remueven en agua caliente y molidos en una mezcla denominada licuamen. La mezcla se trata con enzimas y calor para crear una base de avena líquida y espesa.
El remojo y la posterior extracción de nutrientes de la avena, tienen las implicaciones más directas en el producto lácteo final. El aumento del rendimiento en este paso puede ser asistido por catalizadores químicos, enzimas o un aumento de la temperatura, todo con el fin de eliminar las moléculas de nutrientes del subproducto sólido e incorporarlas al líquido. Los catalizadores químicos aumentan el pH de la mezcla, los catalizadores enzimáticos inducen una hidrólisis parcial de las proteínas y los polisacáridos, y las temperaturas más altas aumentan las tasas de reacción.. La separación del líquido del subproducto sólido es un paso sencillo que se logra mediante la decantación, la filtración y el centrifugado en una centrifugadora.
Una vez que el producto líquido se separa, la adición de otros ingredientes, como el enriquecimiento de vitaminas y minerales, o edulcorantes, saborizantes, sales, aceites e ingredientes similares, forma el producto final. Dado que la leche de avena no fortificada es más baja en calcio, hierro y vitamina A que la láctea, se pueden añadir estos nutrientes  para que el producto final sea un sustituto nutricional de la leche láctea, si coincide con lo que prefiere el consumidor. La homogeneización y los tratamientos térmicos como la pasteurización o los tratamientos de temperatura ultra alta (UHT) se utilizan para prolongar la vida útil del producto.

### Retos del procesamiento
Debido a que la leche de avena se produce por la desintegración de materiales vegetales, el tamaño de las partículas resultantes no es tan uniforme como el de la leche de vaca. Esta variación en el tamaño de las partículas, se debe a las muy diferentes moléculas de lípidos y proteínas. La disminución del tamaño de las partículas, la mejora de la solubilidad de las partículas y el uso de hidrocoloides y emulsionantes son formas comunes de mejorar la calidad del producto mediante la homogeneización.
Otro problema que plantea la composición natural de la avena es su alto contenido de almidón. El contenido de almidón (50-60%) es un reto durante los tratamientos UHT debido a la temperatura de gelatinización relativamente baja del almidón. Para superar esto, los productores utilizan una hidrólisis enzimática del almidón por alfa- y beta-amilasa, produciendo maltodextrinas que se gelatinizan a temperaturas más altas y adecuadas.
El enriquecimiento de la leche de avena con nutrientes esenciales puede incluir, a elección del consumidor, la vitamina D, vitamina A, vitamina B12, riboflavina, calcio, y proteínas.

### De los copos de avena
La leche de avena puede obtenerse, además de directamente del grano, de los copos de avena.

### Veganismo y menor impacto ambiental
Desde alrededor de 2015, un cambio generacional en el interés por los alimentos de origen vegetal, junto con las preocupaciones por el bienestar de los animales y porque se produzca un bajo impacto ambiental, impulsó el consumo de leche de avena.. En comparación con la leche de vaca y otras leches de origen vegetal, el proceso de fabricación de la leche de avena produce pequeñas cantidades de dióxido de carbono y nada de metano (bajas emisiones de gases de efecto invernadero) y requiere un uso relativamente bajo del agua y  tierra.. La producción de leche de avena requiere 15 veces menos agua que la leche de vaca y 8 veces menos que la leche de almendra.

## Composición nutritiva
En comparación con la leche de vaca, la leche de avena es similar en cuanto al total de calorías por volumen líquido (por porción de taza, 120 vs 149 calorías para la leche de vaca), tiene la mitad del contenido de proteínas, algo menos de grasa total, pero solo alrededor del 10% del contenido de grasa saturada, y alrededor de 1,5 veces el total de carbohidratos (aunque los azúcares simples son la mitad de la leche de vaca). La leche de vaca no tiene fibra, pero la leche de avena tiene 2 g de fibra dietética por porción. Los contenidos de calcio y potasio son comparables, aunque la leche de avena - como todas las leches vegetales - puede ser fortificada con nutrientes específicos durante su fabricación. Vea el artículo leche vegetal para más detalles.

## Usos
La leche de avena se utiliza como sustituto de la leche láctea en la preparación del café y chocolate y en productos lácteos fermentados, como el yogur y el kéfir.. Los baristas afirman que la leche de avena necesita menos vapor que la leche de vaca, hace espuma favorablemente, es sabrosa, rica y cremosa como la leche de vaca, y equilibra eficazmente la acidez del café expreso. Tiene cada vez más aplicaciones en la preparación de café en las principales cafeterías como Starbucks. Como otras no lácteas, la leche de avena puede usarse como sustituto de las leches lácteas al cocinar u hornear, como entre otros, en el arroz con leche.